# Ryōhei Koiso
Ryōhei Koiso (jap. 小磯 良平 Koiso Ryōhei); ur. 25 lipca 1903, zm. 16 grudnia 1988 – japoński malarz, tworzący malarstwo olejne w stylu zachodnim.
Urodził się w prefekturze Hyōgo, w rodzinie nawróconej na protestantyzm. Jego ojciec, Bunkichi Kishinoue, prowadził w Kobe firmę handlową. W 1922 roku rozpoczął studia w Tokijskiej Akademii Sztuki, którą ukończył w 1927 roku. W latach 1928–1930 przebywał w Paryżu. Wystawiał swoje obrazy w Salonie Jesiennym. W czasie II wojny światowej zmobilizowany do wojska, realizował zamówienia na wielkoformatowe dzieła wychwalające militarystyczną politykę Japonii, uwieczniając m.in. scenę zdobycia Singapuru czy kapitulacji holenderskiej Jawy w 1942 roku. Za obrazy o tematyce batalistycznej w 1940 roku przyznano mu Nagrodę Asahi.
Po zakończeniu II wojny światowej został wykładowcą Tokijskiego Uniwersytetu Sztuki. Od 1950 roku członek Japońskiej Akademii Sztuki (Nihon Geijutsu-in). W 1983 roku został odznaczony Orderem Kultury.
Głównym tematem jego twórczości są przedstawienia kobiet w stylistyce bliskiej impresjonizmowi, grupy nagich postaci, bardzo rzadko pejzaż. Zajmował się także ilustratorstwem.